# Lana Gehring
Lana Gehring, née le 21 août 1990 à Chicago, est une patineuse de vitesse sur piste courte américaine.

## Biographie
Gehring commence le patinage artistique et le short-track à la même époque, et se consacre au patinage de vitesse sur piste courte quand elle rejoint l'équipe nationale américaine, en 2005. Sur la droite de son visage, elle porte un tatouage d'une couronne décorée de ses initiales.

## Carrière

### Patinage de vitesse sur piste courte

#### Jeux Olympiques de Vancouver
Sept semaines avant les sélections olympiques des Jeux olympiques d'hiver de 2010, elle tombe malade et est très affaiblie pendant deux semaines. Elle reprend l'entraînement, mais ne parvient qu'à se qualifier au relais. L'équipe obtient une médaille de bronze aux Jeux olympiques.
Aux Championnats du monde de 2012, elle obtient une médaille de bronze au 500 mètres. Elle arrive huitième au classement général.

#### Jeux Olympiques de Pyeongchang
La Coupe du monde de short-track 2016-2017, en quatre manches, fait office de qualifications pour le patinage de vitesse sur piste courte aux Jeux olympiques de 2018.
À la première manche de la Coupe du monde, à Budapest, elle a un penalty au 1500 mètres pour avoir entravé la course de Petra Jaszapati et arrive donc 24e au classement général. À la deuxième manche de la Coupe du monde, en octobre 2017 à Dordrecht, elle arrive en 15e position au 1000 mètres. Elle remporte la médaille d'argent au 1500 mètres. Elle ne participe pas au 500 mètres. À la troisième et avant-dernière manche de la Coupe du monde, en novembre 2017 à Shanghai, elle arrive en 19e position au 1500 mètres.  Elle ne participe pas au 500 mètres. Elle arrive vingtième au 1000 mètres.

### Patinage de vitesse
En 2008, elle se qualifie pour les championnats du monde de sprint à Heerenveen. En 2011 et 2012, elle se blesse au tendon d'Achille, ce qui l'empêche de s'entraîner au sprint.